# Ајмелдинген
Ајмелдинген (њем. Eimeldingen) општина је у њемачкој савезној држави Баден-Виртемберг. Једно је од 35 општинских средишта округа Лерах. Према процјени из 2010. у општини је живјело 2.430 становника. Посједује регионалну шифру (AGS) 8336019.

## Географски и демографски подаци
Ајмелдинген се налази у савезној држави Баден-Виртемберг у округу Лерах. Општина се налази на надморској висини од 269 метара. Површина општине износи 3,6 km². У самом мјесту је, према процјени из 2010. године, живјело 2.430 становника. Просјечна густина становништва износи 685 становника/km².